# Castleford

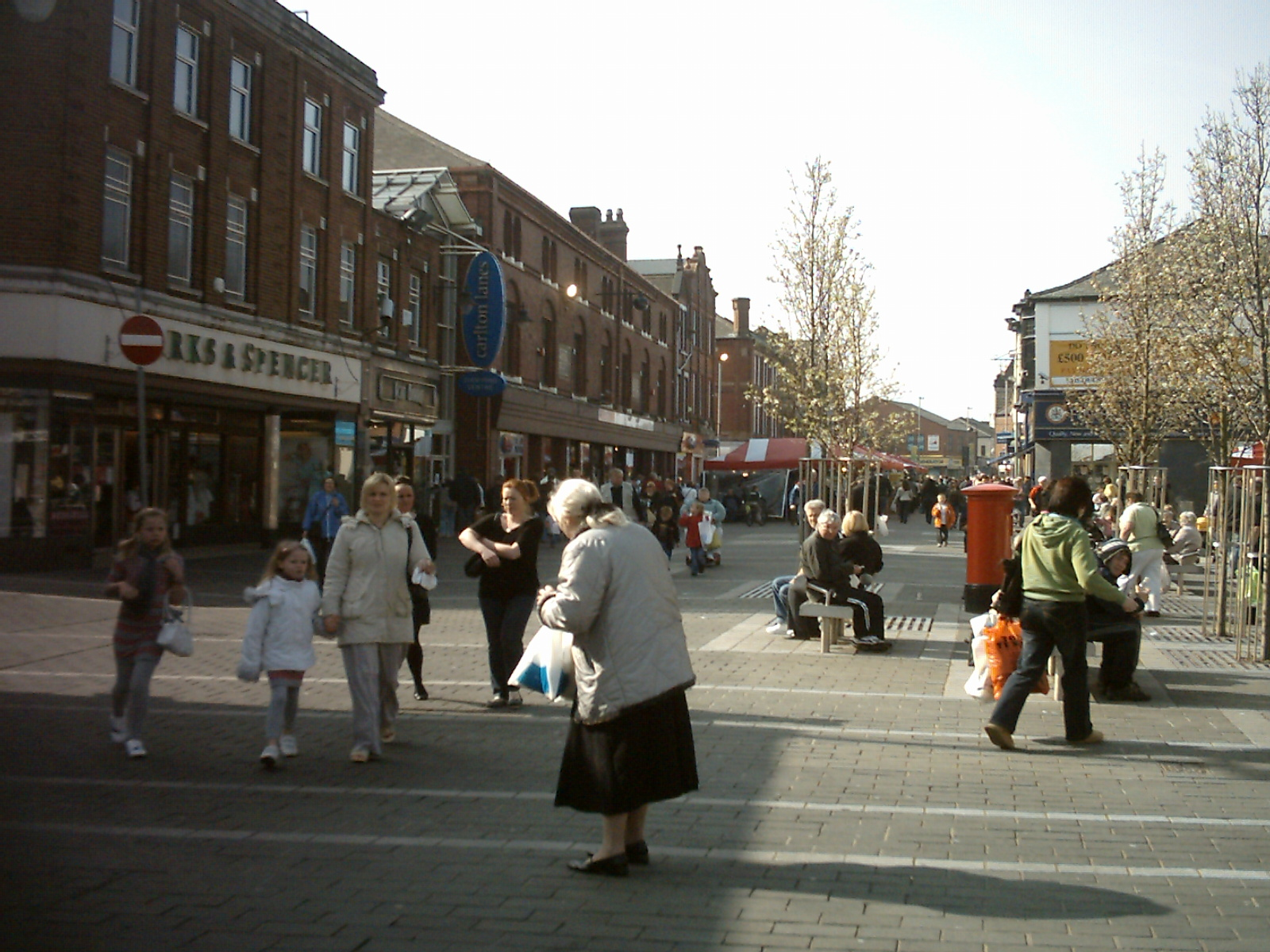
Carlton Street, Castleford

Castleford é uma cidade do Reino Unido, no condado de West Yorkshire, na Inglaterra. Fica situada perto da cidade de Pontefract e tem cerca de 40 000 habitantes.